# Łeżyne
Łeżyne (ukr. Лежине) – wieś na Ukrainie, w obwodzie zaporoskim, w rejonie zaporoskim, w hromadzie Stepne. W 2001 liczyła 1653 mieszkańców, spośród których 1411 wskazało jako ojczysty język ukraiński, 233 rosyjski, 7 białoruski, a 2 inny.